# Amphoe Don Chedi
Amphoe Don Chedi (Thai: อำเภอ ดอนเจดีย์, Aussprache: ʔāmpʰɤ̄ː dɔ̄ːn tɕēːdīː) ist ein Landkreis (Amphoe – Verwaltungs-Distrikt) im Westen der Provinz Suphan Buri. Suphan Buri liegt im westlichen Teil der Zentralregion von Thailand.

## Geographie
Die benachbarten Amphoe sind im Uhrzeigersinn von Norden aus: Nong Ya Sai, Sam Chuk, Si Prachan, Mueang Suphan Buri und U Thong, sowie Amphoe Lao Khwan der Provinz Kanchanaburi.

## Produkte
Das OTOP-Produkt (One Tambon One Product) dieses Bezirks sind geflochtene Körbe und Taschen aus Bast und Reisstroh.

## Geschichte
Das Gebiet des Landkreises war ursprünglich Teil des Amphoe Si Prachan. Am 1. Januar 1962 wurde Don Chedi zunächst als Unterbezirk (King Amphoe) eingerichtet. Es bestand seinerzeit aus den beiden Tambon Don Chedi und Nong Sarai. 
Am 27. Juli 1965 wurde Don Chedi zum Amphoe heraufgestuft.

## Sehenswürdigkeiten
Das Don Chedi Monument ist eine neue, schneeweiße Chedi, die über der Ruine einer Chedi erbaut wurde, die erst 1913 von Prinz Damrong Rajanubhab nach jahrzehntelanger Suche entdeckt worden ist. Sie soll von König Naresuan erbaut worden sein, nachdem er im Januar 1593 – kaum König von Ayutthaya geworden – einen Angriff des birmanischen Kronprinzen in einer historischen Schlacht erfolgreich zurückschlagen konnte. Zu seinen Ehren schuf Silpa Bhirasri eine riesige Statue vom König auf seinem Kriegselefanten, die vor der Chedi zu bewundern ist. Auch das Siegel der Provinz Suphan Buri zeigt die beiden Regenten im Kampf Elefant gegen Elefant. Jedes Jahr am 25. Januar wird hier sieben Tage lang der Royal Thai Armed Forces Day mit der „Don Chedi Memorial Fair“ gefeiert. Während der Feierlichkeiten sind historische Ausstellungen, Light-And-Sound-Shows und Beauty-Contests, Live-Musik und Sing-Wettbewerbe zu sehen.

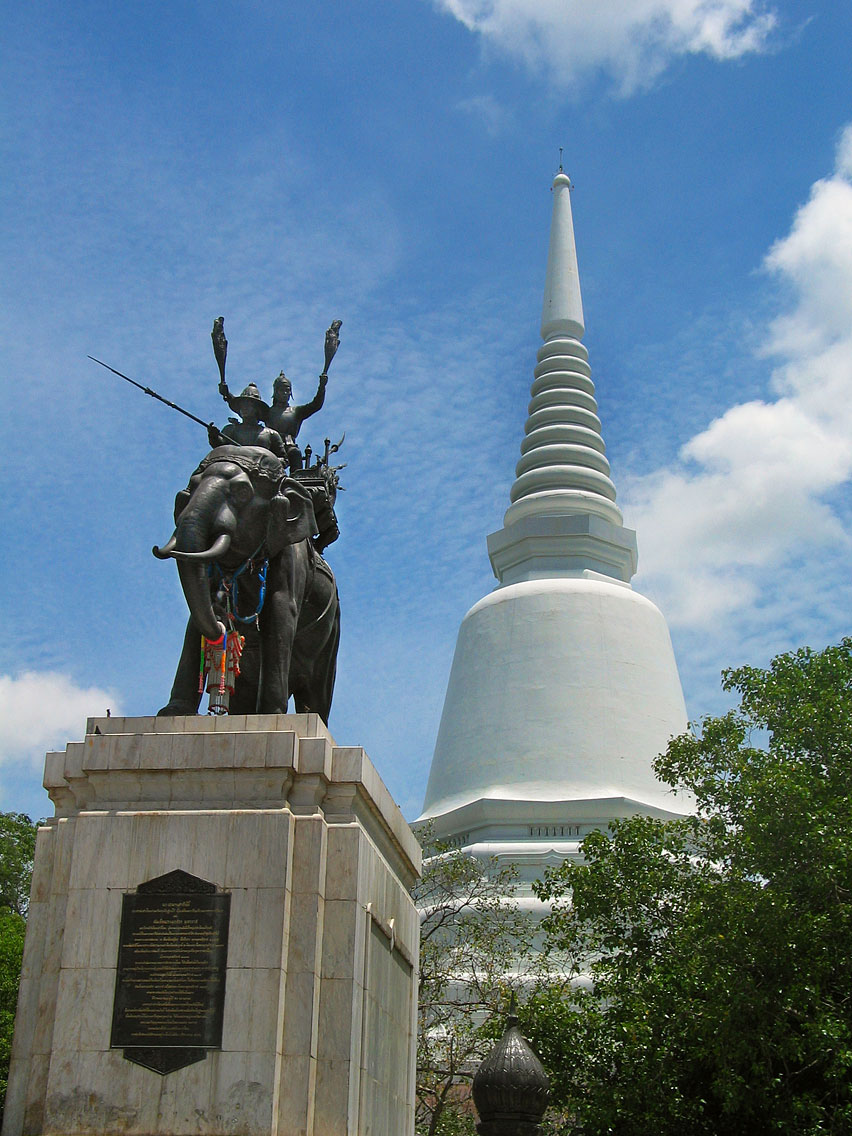
War Memorial in Don Cedi

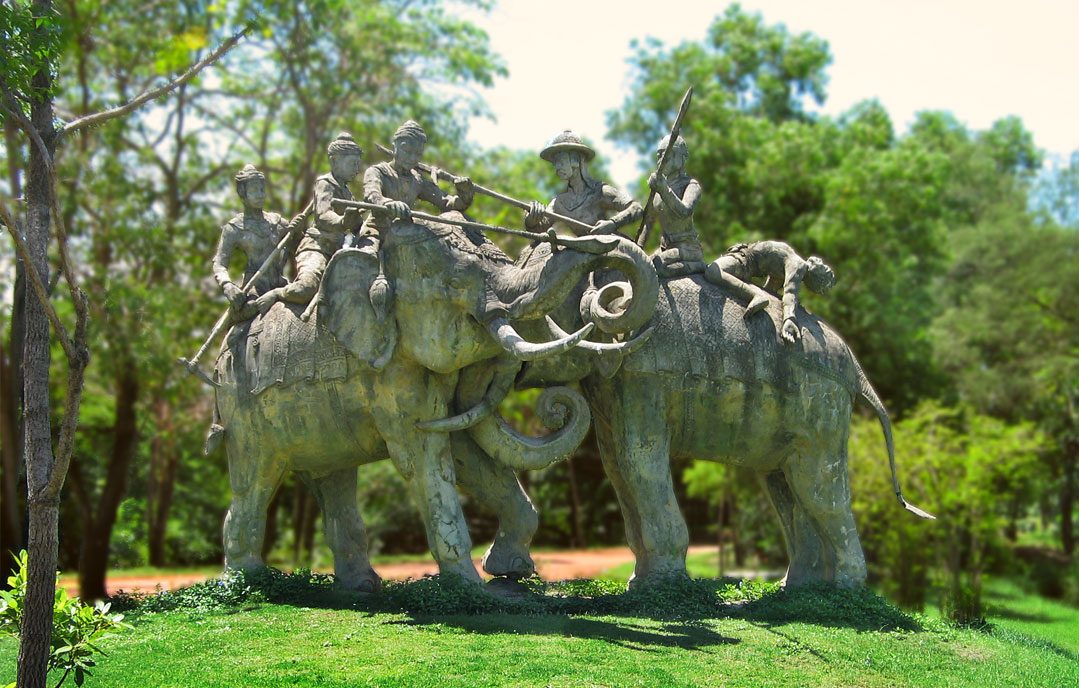
König Naresuan besiegt Januar 1593 den birmanischen Kronprinzen (Statue im Mueang Boran, Provinz Samut Prakan)

## Kontroverse
Gemäß der offiziellen Lesart soll bei Don Chedi König Naresuan die Birmanen vernichtend geschlagen und über den sterblichen Überresten des birmanischen Kronprinzen eine Chedi errichtet haben. So beschreibt es jedenfalls 1926 der thailändische Amateur-Historiker und -Archäologe Prinz Damrong Rajanubhab in seinem Buch Tamnan Phra Phuttha Chedi Sayam. Er stützt sich dabei auf eine Chronik, die im Jahre 1907 ein gewisser Luang Prasoet Aksornit (später Phra Pariyati Dharmadhata genannt) in einem privaten Haus gefunden hat, und die in den letzten Jahren des Königreiches Ayutthaya verfasst worden sein soll. Die sieben nach der Zerstörung Ayutthayas wiedergefundenen Chroniken sind nicht sehr aussagekräftig, wo genau diese historische Schlacht stattgefunden haben soll. Erst die Luang-Prasoet-Version nennt als Ort Suphan Buri, genauer gesagt Nong Sarai im Distrikt Phang Tru (Taphang Tru). Bei einer von Prinz Damrong veranlassten Suche wurde wirklich die Ruine einer Chedi im heutigen Amphoe Don Chedi gefunden, die eine quadratische Basis von 10 Wah (20 m) und eine Höhe von sechs Wah (12 m) hatte. Alte Leute in der Nähe wurden befragt und erzählten von einem Elefanten-Duell. Das genügte Prinz Damrong, um König Vajiravudh seine Ermittlungen mitzuteilen, woraufhin der König offiziell diese Ruine als die von König Naresuan erbaute anerkannte.
Neuere Forschungen des Kunsthistorikers und Vorsitzenden der Siam Society Piriya Krairiksh lassen allerdings an dieser Darstellung zweifeln. Für ihn ist es zum Beispiel unglaubwürdig, wenn in der Luang-Prasoet-Version exakte Zeitangaben gemacht werden wie: „Am Sonntag dem 9. Tag des 2. zunehmenden Modes um 10.12 Uhr ...“. Es ist recht unwahrscheinlich, dass der König einen Astrologen mit in die Schlacht genommen hatte, der die Muße besaß, solch genaue Zeitberechnungen anstellen zu können. Weitere thailändische Quellen (Phongsawadan Nuea – „Chronik des Nordens“) verwechseln zudem König Naresuan, der als Geisel in Birma aufwuchs und daher einen birmanischen Titel trug, mit dem birmanischen Kronprinzen Hamsavati.

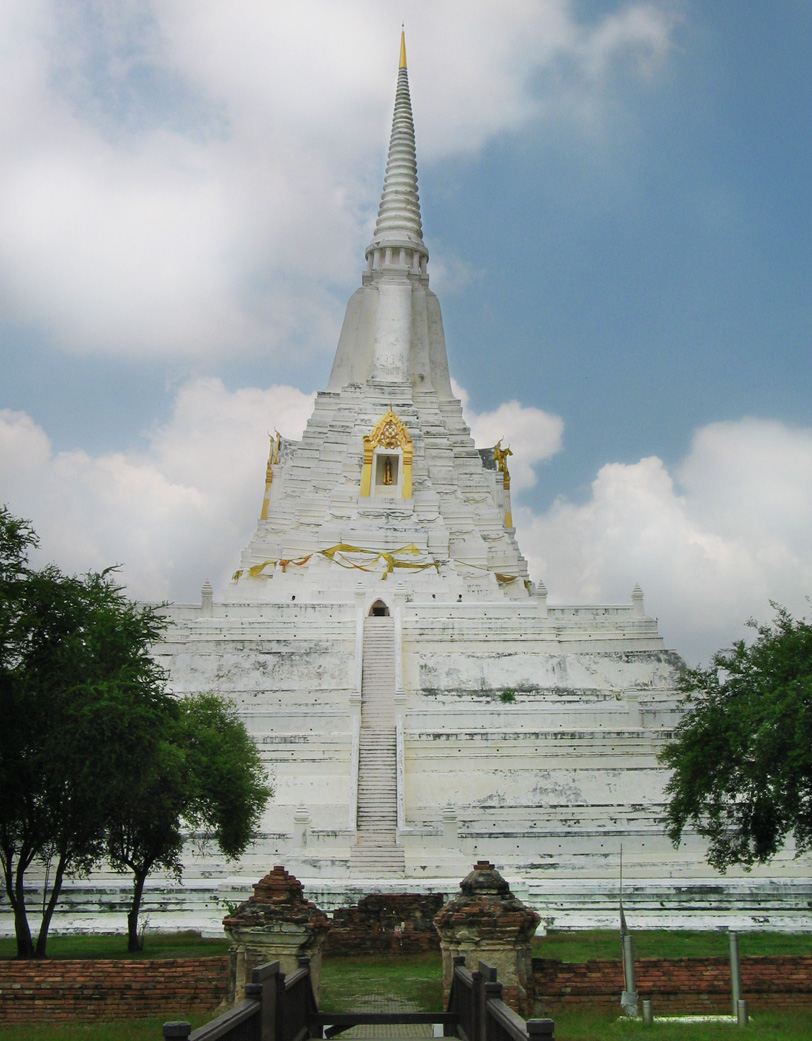
Chedi Phu Khao Thong bei Ayutthaya

Weiterhin hatte es Prinz Damrong seinerzeit versäumt, weitere zeitgenössische Quellen hinzuzuziehen, die von Ausländern verfasst wurden, die sich in jener Zeit in Ayutthaya aufgehalten hatten. Zu nennen wäre da der niederländische VOC-Direktor Jeremias Van Vliet, der von 1633 bis 1641 in der siamesischen Hauptstadt lebte. Er berichtete bereits 1636 und nochmal 1640 in seiner Short History of the Kings of Siam vom Kampf von Phra Naret (Naresuan) gegen die Birmanen, der allerdings „vor den Toren der Hauptstadt Ayutthaya“ stattgefunden haben soll, und zwar „eine halbe Meile oberhalb der Stadt“. Dort befindet sich noch heute die imposante Chedi Phu Khao Thong. Die Wahrscheinlichkeit, dass die Chedi Phu Khao Thong von König Naresuan erbaut wurde, um an seinen Sieg über den birmanischen Prinzen zu erinnern, gewinnt noch durch den Vergleich mit Datumsangaben, die der deutsche Forschungsreisende Engelbert Kaempfer im Jahre 1690 in seiner Description of the Kingdom of Siam gemacht hat.
Auch Francis H. Giles beschreibt in seinem Artikel A critical analysis of Van Vliet's Historical Account on Siam in the 17th Century, dass birmanische Quellen von einer Schlacht „vor den Stadtmauern von Ayutthaya“ schreiben, was sich mit Van Vliets Angaben deckt.
So steht es für Piriya Krairiksh fest, dass sich Prinz Damrong geirrt hat, und dass die wirkliche Chedi des Königs Naresuan die Chedi Phu Khao Thong nördlich von Ayutthaya ist.

## Verwaltung

### Provinzverwaltung
Der Landkreis Don Chedi ist in fünf Tambon („Unterbezirke“ oder „Gemeinden“) eingeteilt, die sich weiter in 50 Muban („Dörfer“) unterteilen.
| Nr. | Name       | Thai       | Muban | Einw.  |
| --- | ---------- | ---------- | ----- | ------ |
| 01. | Don Chedi  | ดอนเจดีย์    | 09    | 14.634 |
| 02. | Nong Sarai | หนองสาหร่าย | 10    | 07.724 |
| 03. | Rai Rot    | ไร่รถ       | 10    | 07.398 |
| 04. | Sa Krachom | สระกระโจม  | 09    | 08.682 |
| 05. | Thale Bok  | ทะเลบก     | 12    | 07.401 |

### Lokalverwaltung
Es gibt zwei Kommunen mit „Kleinstadt“-Status (Thesaban Tambon) im Landkreis:
- Don Chedi (Thai: เทศบาลตำบลดอนเจดีย์) bestehend aus Teilen des Tambon Don Chedi.
- Sa Krachom (Thai: เทศบาลตำบลสระกระโจม) bestehend aus Teilen des Tambon Sa Krachom.

Außerdem gibt es fünf „Tambon-Verwaltungsorganisationen“ (องค์การบริหารส่วนตำบล – Tambon Administrative Organizations, TAO)
- Don Chedi (Thai: องค์การบริหารส่วนตำบลดอนเจดีย์) bestehend aus Teilen des Tambon Don Chedi.
- Nong Sarai (Thai: องค์การบริหารส่วนตำบลหนองสาหร่าย) bestehend aus dem kompletten Tambon Nong Sarai.
- Rai Rot (Thai: องค์การบริหารส่วนตำบลไร่รถ) bestehend aus dem kompletten Tambon Rai Rot.
- Sa Krachom (Thai: องค์การบริหารส่วนตำบลสระกระโจม) bestehend aus Teilen des Tambon Sa Krachom.
- Thale Bok (Thai: องค์การบริหารส่วนตำบลทะเลบก) bestehend aus dem kompletten Tambon Thale Bok.